# Patapon 2
Patapon 2, conosciuto in Giappone come Patapon 2 Don Chaka♪ (パタポン2 ドンチャカ♪?), è un videogioco di strategia del 2009, è il seguito di Patapon, sviluppato per la console portatile Sony PSP da Pyramid e prodotto da Japan Studio. Il titolo è stato distribuito in Italia da Sony Computer Entertainment a partire dal 6 marzo 2009.
Patapon 2 presenta sempre le caratteristiche musicali e strategiche del suo predecessore. Inoltre è stata introdotta la modalità multiplayer e il giocatore può scegliere il grado di difficoltà per la storia (facile, medio o difficile).

## Trama
La storia dei Patapon continua alla ricerca di “quella Cosa”. Il gioco riprende dalla fine del primo capitolo. I Patapon hanno finito di costruire la loro nave e salpano per le nuove terre. Durante il loro viaggio però vengono attaccati da un Kraken che distrugge la nave dei Patapon che si ritrovano nafraghi in una terra sconosciuta, dove si scontrano contro i Karmen. All'inizio del gioco i Patapon scoprono l'eroe dei Patapon che indossa una strana maschera e che ha perso la memoria.
I Patapon vengono a conoscenza di una leggenda, secondo la quale uno di loro ha distrutto l'uovo del mondo condannandoli alla rovina. I Karmen sono i nemici ancestrali dei Patapon che ora si sono impadroniti delle loro terre, inoltre il leader dei Karmen, Omen Karmen, tiene prigioniera dentro ad un uovo la principessa dei Patapon per farne la sua sposa.
I Patapon combattono contro i Karmen per riprendere possesso delle loro terre e salvare la loro Principessa affiancati anche dagli Zigoton che li raggiungono per aiutarli.
I Patapon sconfiggono i Karmen e riescono a liberare la loro Principessa che li ringrazia rivelando all'eroe Patapon che ha un nuovo compito per lui, riportare ordine nel mondo e per trovare la vera “fineterra”.
Alla fine del gioco i patapon costruiscono un ponte con l'aiuto degli Zigoton e dei Karmen.

## Modalità di gioco
Il gioco mantiene il suo stile in due dimensioni con una grafica coloratissima e in stile cartone animato, le musiche sono state migliorate e differenziate in modo maggiore, le ambientazioni sono leggermente più colorate e caratterizzate.
Il gameplay ha subito diverse modifiche:
- La modalità Fever è stata semplificata, permettendo di continuarla anche se il giocatore commette un errore di esecuzione durante il ritmo.
- Intorno ai bordi dello schermo si può notare un rettangolo lampeggiante che ha la funzione di metronomo per far mantenere il ritmo al giocatore.
- Sono stati introdotti due nuovi comandi per i Patapon: il salto che permette di schivare alcuni attacchi provenienti dal suolo e il recupero che permette ai Patapon di annullare gli effetti delle alterazioni di stato.
- La longevità del gioco è stata aumentata con l'incremento delle missioni giocabili a 80, mentre nel primo capitolo ve ne erano solo 37.

### Modalità multigiocatore
La modalità multiplayer permette a quattro giocatori di giocare insieme, ci sono due modalità per il multiplayer:
- Modalità Missione: i giocatori devono compiere una missione prefissata nella quale devono proteggere delle uova dai nemici, infine devono effettuare un rito per schiudere le uova, che danno in premio degli oggetti.
- Modalità carnival: in questa modalità i giocatori si divertono a creare nuove tonalità musicali seguendo le note sullo schermo.

È possibile giocare in multiplayer attraverso la condivisione gioco della PSP anche con i giocatori sprovvisti del gioco.

## Novità

### Eroe Patapon
Si tratta di un Patapon speciale che accompagna l'esercito Patapon durante le missioni. Questo Patapon può cambiare classe diventando come una delle diverse unità Patapon e, a seconda della classe che sceglie, dispone di un attacco speciale diverso. Può anche indossare delle maschere che lo potenziano in vari modi e se muore in battaglia tornerà in vita dopo dieci secondi.

### Nuovi Patapon
Oltre ai Patapon presenti nel primo capitolo, in Patapon 2 sono presenti tre nuove unità:
- Robopon: Patapon armati con delle grandi braccia robotizzate (dalle quali deriva il loro nome) utili sia in attacco che in difesa. In modalità Fever lanciano dei massi contro i nemici.
- Mahopon: Patapon maghi molto fragili che lanciano incantesimi diversi a seconda dell'arma utilizzata. In modalità Fever lanciano grandi sfere infuocate. Il nome deriva dalla parola giapponese per "magia" (魔法?, maho).
- Toripon: Patapon che cavalcano degli uccelli e sono armati di lance. In modalità Fever scagliano tre attacchi consecutivi. Il nome deriva dalla parola giapponese per "uccello" (鳥?, tori).

### Albero della vita
Mater è l'albero della vita dal quale sono nati tutti i Patapon e dal quale rinascono se vengono sconfitti in battaglia. L'albero della vita permette di creare i Patapon e evolverli in Rarepon.

### Rarepon ed evoluzioni
Ogni Patapon di ogni unità può evolvere in un Rarepon e nelle evoluzioni successive; per evolvere un Patapon occorre andare sulla sua mappa dell'evoluzione, che rappresenta mediante uno schema ad albero le varie tappe delle evoluzioni. Utilizzando gli oggetti trovati durante le missioni e quelli vinti ai minigiochi, è possibile evolvere i Patapon ed avanzare nella mappa dell'evoluzione per sbloccare tutte le evoluzioni, dove si possono trovare i Ricordi, utili per sbloccare le altre unità Patapon e permettono all'eroe di acquisire nuove classi.
Una volta sbloccato un Rarepon è possibile farlo salire di livello utilizzando sempre gli oggetti, ogni livello aggiunto potenzia ulteriormente il Rarepon facendolo evolvere.
Il livello massimo raggiungibile da un Rarepon è il 10.
Ogni Rarepon si differenzia in base al colore e dalla forma del cappello che indossa. I cappelli dei Rarepon hanno motivi animali o vegetali.

### Miracoli
In Patapon 2 sono presenti i vecchi miracoli: pioggia, vento, tempesta, e terremoto. Inoltre sono stati aggiunti tre nuovi miracoli:
- nevicata: fa nevicare e può congelare i nemici, i Patapon non ne subiscono gli effetti.
- attacco: aumenta la potenza di attacco e la probabilità di attacchi critici
- difesa: aumenta la difesa e riduce il danno di alcuni attacchi.

### Minigiochi
Oltre a quelli vecchi, sono stati aggiunti due nuovi minigiochi:
- Kururu Beruru: Kururu Beruru è una campana ballerina che prende lezioni di danza da Shuraba Yapon, il Patapon Musicista. Kururu sa dare il suo meglio solo se a dirigerla è Shuraba Yapon e non intende deluderlo, ballando a tempo delle sue indicazioni per guadagnare Ka-ching sonanti alla fine dell'esecuzione.
- il Macchinario del Succo: il vecchio Macchinario del Succo è ancora tra i migliori e, aiutato dai due Patapon Alchimisti Tsun Tsunpon e Tsuku Tsukupon, è capace di creare Acqua misteriosa di qualità. Tsunpon e Tsukupon quindi, a ritmo, dovranno stuzzicare il Macchinario affinché sfoghi il suo vapore e produca l'Acqua migliore.

In Patapon 2 è possibile scegliere il grado di difficoltà dei minigiochi: ogni minigioco dispone di tre livelli di difficoltà e a seconda della difficoltà scelta si ottengono premi differenti e più rari.

## Accoglienza
La rivista Play Generation diede al gioco un punteggio di 89/100, trovandolo originale e divertente, unendo ritmo e strategia, ed al prezzo ridotto a cui veniva venduto era un titolo da non perdere.